# Sandy Ground (Sint-Maarten)
Sandy Ground is een dorp in het Franse gedeelte van het eiland Sint Maarten. Het bevindt zich ongeveer 2 km ten zuidwesten van de hoofdplaats Marigot. Sandy Ground is dunne strip land tussen Marigot en Terres-Basses en scheidt de Caraïbische Zee van de Simpsonbaailagune.

## Geschiedenis
Sandy Ground en het naburige Terres-Basses waren ongeschikt voor landbouw, omdat het gebied te droog was. In de helft van de 20e eeuw vestigden immigranten uit Guadeloupe en later Haïti zich op Sandy Ground en bouwden een sloppenwijk in het lege gebied. In de jaren 1960 ontwikkelde Terres-Basses zich als luxe villawijk voor de rijkste Amerikanen, en werd het Nederlandse gedeelte van Sint Maarten ontdekt door projectontwikkelaars als vakantieoord.
In 1980 begon de ontwikkeling van de toerisme op het Franse gedeelte van Sint Maarten, en werd besloten Sandy Ground te ontwikkelen als toeristisch centrum. In maart werden de eerste huizen gesloopt, omdat ze illegaal gebouwd waren, echter locoburgemeester Albert Romney-Burnett sloopte de politiepost met een bulldozer als protest tegen de gang van zaken. Op zaterdag 8 maart stelde burgemeester Elie Fleming tijdens een bijeenkomst dat Sandy Ground staatseigendom was, en dat de wijk vanaf maandag zou worden gesloopt, maar door de protesten van de bewoners werd de sloop nooit uitgevoerd.
Het gebied rond het strand Baie Nettlé of Nettle Bay heeft zich ontwikkeld tot een toeristische zone met hotels en restaurant, omdat het rustige water geschikt is voor kinderen.
In 2017 werd Sandy Ground zwaar getroffen door orkaan Irma. De Franse regering beloofde financiële steun om Sint Maarten weer op te bouwen. De schade aan de hotels en restaurants werd snel hersteld, en de toeristen keerden weer terug, maar Sandy Ground was nog niet hersteld. De prefect Sylvie Feucher stelde dat de sommige laagliggende gebieden ongeschikt waren voor veilige woningbouw. In december 2018 werd de doorgaande weg in protest geblokkeerd waarbij velen gele hesjes droegen. In januari 2019 verzekerde president Daniel Gibbs dat de wijk niet vergeten was, maar dat de reconstructie pas in 2020 zou zijn afgerond.
Jaarlijks wordt op 15 augustus tijdens de Maria-Tenhemelopneming het Feest van Sandy Ground (Fête de Sandy Ground) georganiseerd. Het feest wordt geopend met een kerkdienst gevolgd door sportieve en culturele evenementen in Sandy Ground.

## Galerij

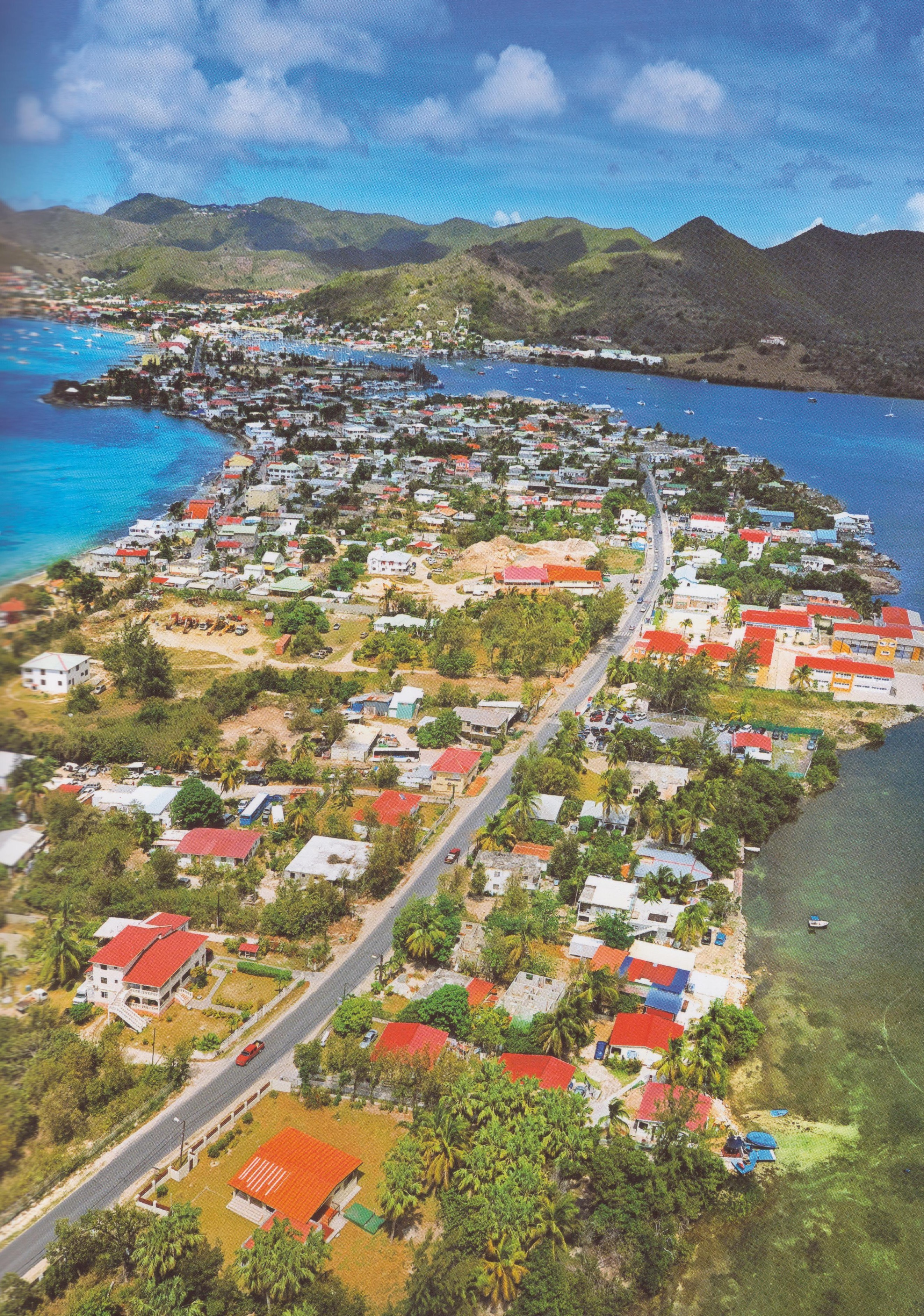
Luchtfoto van Sandy Ground
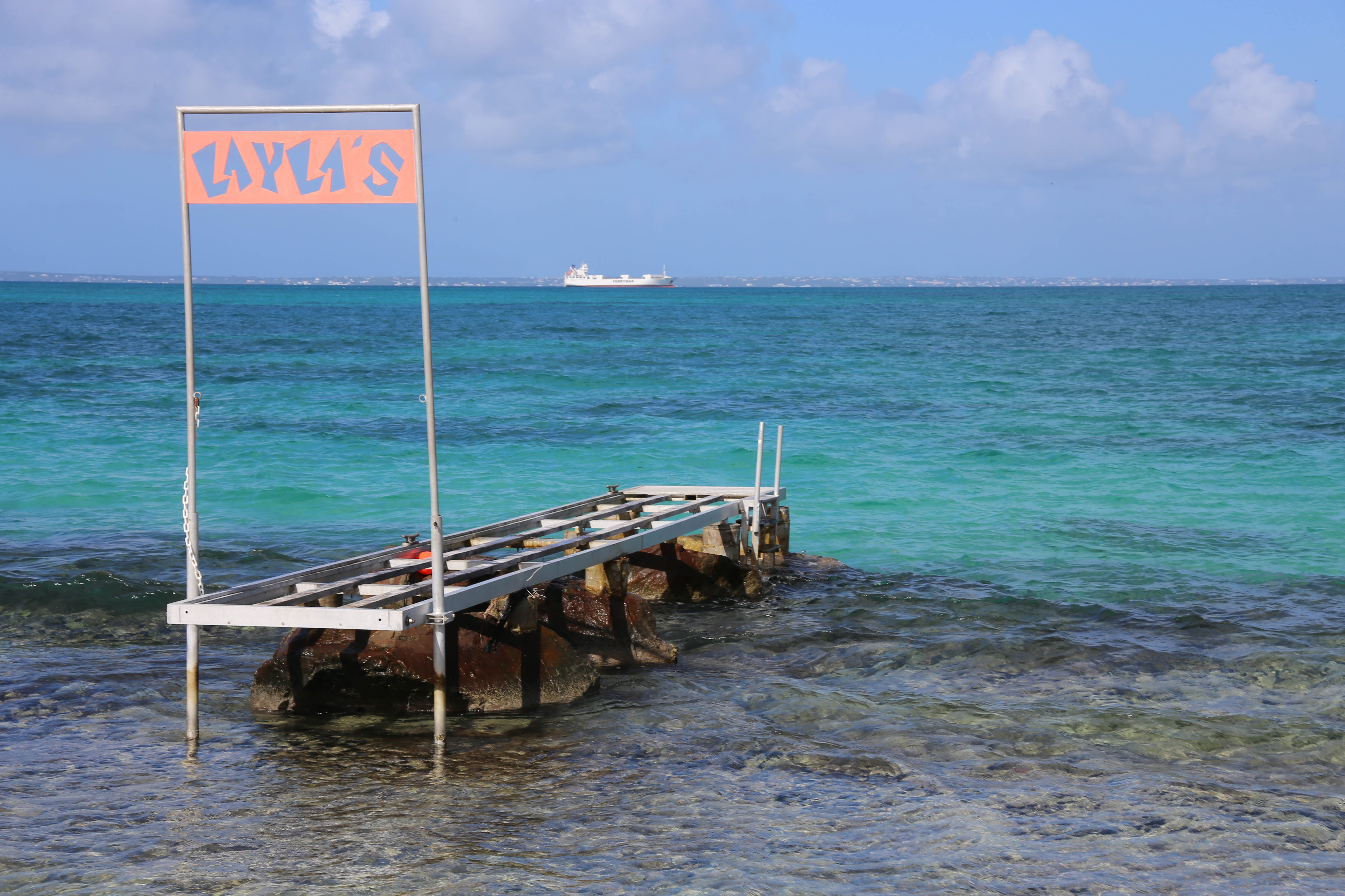
Aanlegsteiger in Baie Nettlé
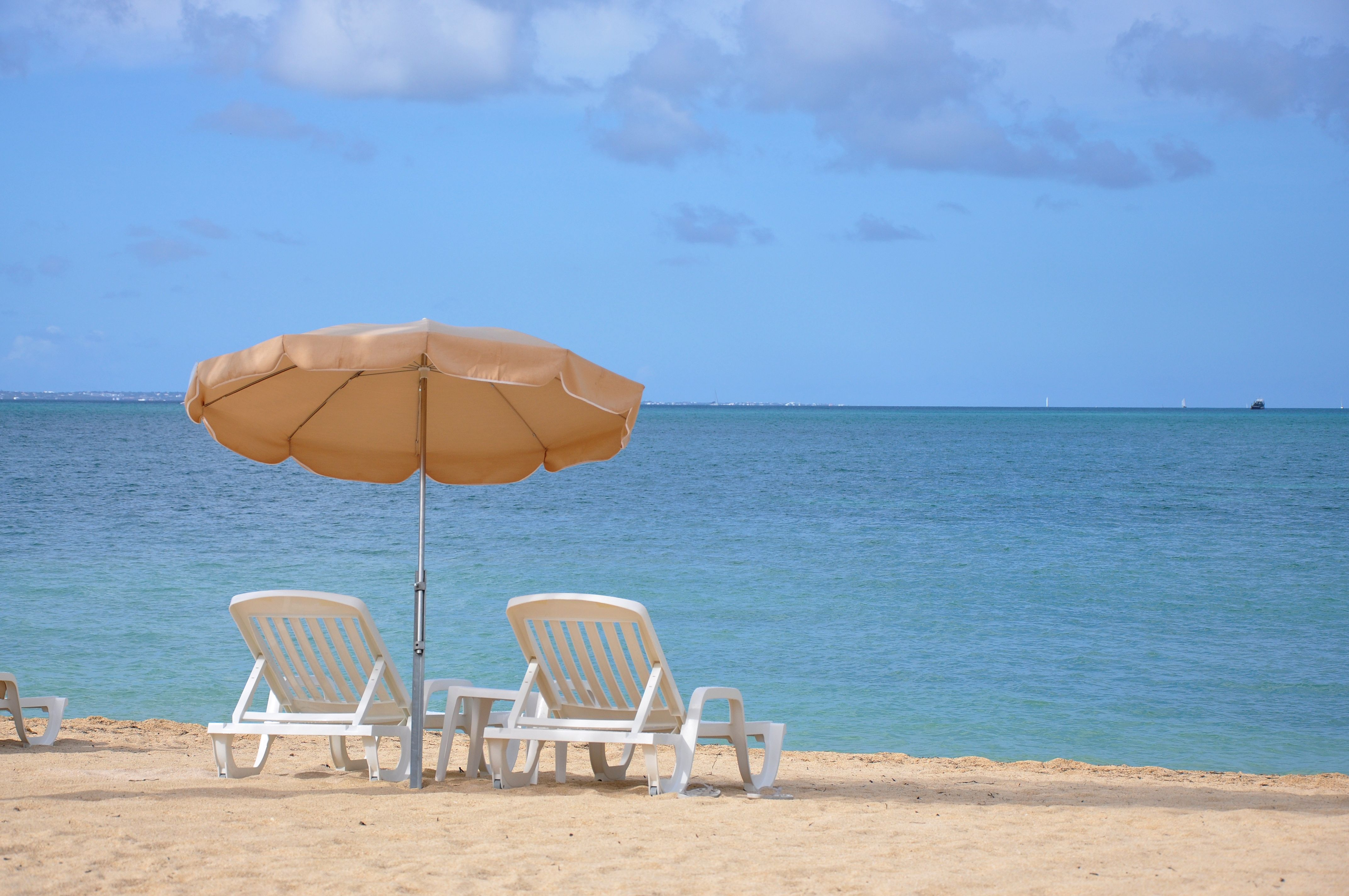
Strand van Baie Nettlé
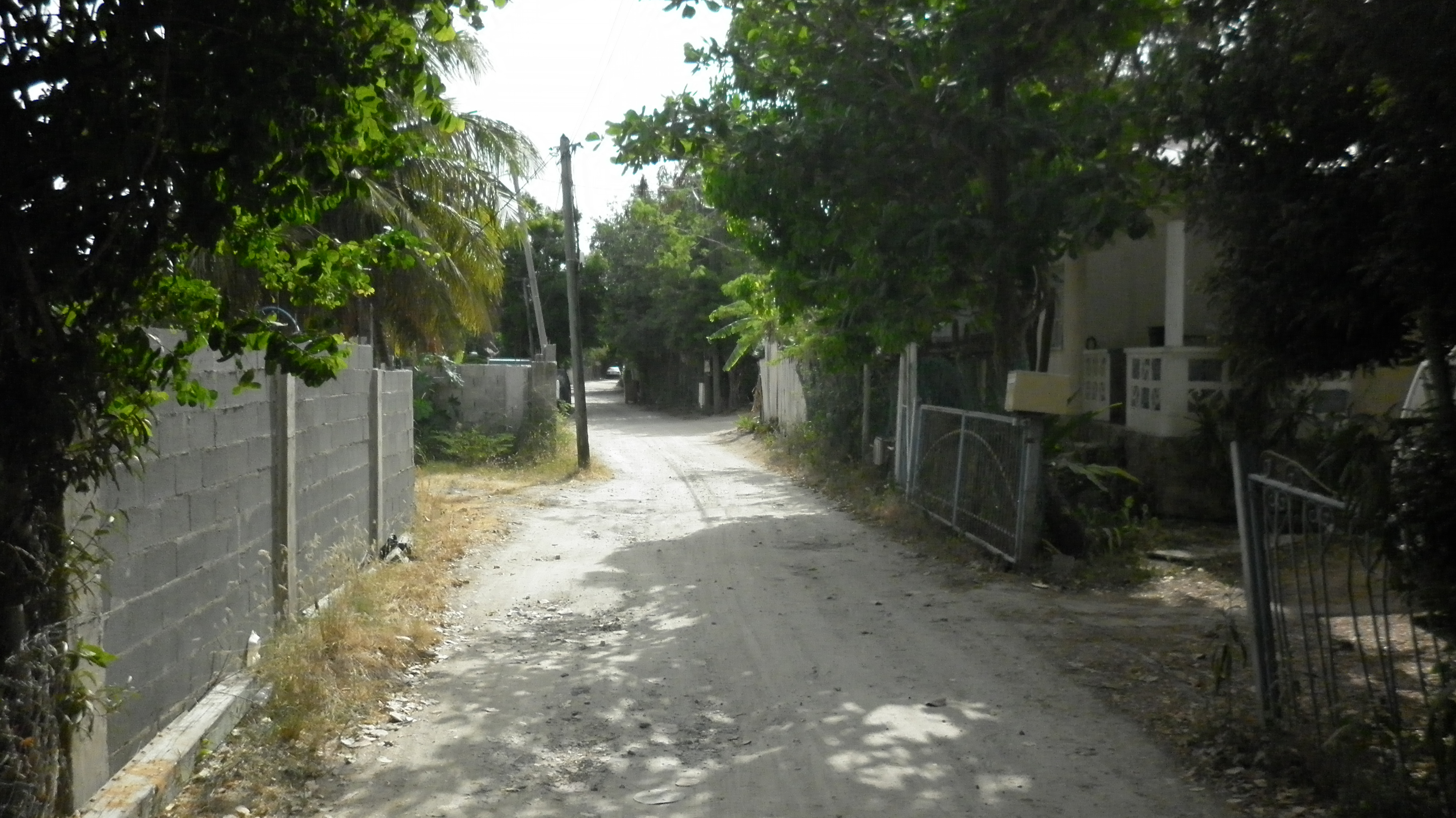
Straat in Sandy Ground

Anse Marcel · Baie-Orientale · Cul de Sac · Grand Case · Marigot · Oyster Pond · Quartier-d'Orléans · Sandy Ground · Terres-Basses